# Kamsoli Nani
Kamsoli Nani fou un petit estat tributari protegit del grup gori de Sankhera Mehwas, a l'agència de Rewa Kantha, presidència de Bombai. És un principat en unió personal amb els de Jiral i Kamsoli Moti, governats tots conjuntament pels tres tributaris de Jiral. Entre els tres mesuraven 13 km². Els ingressos de Kamsoli Nani eren de 100 lliures i el tribut pagat al Gaikwar de Baroda de 12 lliures. Degut al conflicte entre els tributaris, els britànics van assolir l'administració el 1870.